# Стівен Заіллян
Стівен Ернест Бернард Заіллян (вірм. Սթիվեն Էռնեստ Բերնարդ Զայիլյան; англ. Steven Ernest Bernard Zaillian, нар. 28 лютого 1953 р. Фресно, Каліфорнія, США) — американський кінорежисер вірменського походження, сценарист, монтажер, продюсер і засновник кінокомпанії «Film Rites». Володар премії Оскар, Американської Академії кінематографічних мистецтв і наук 1994 року, за сценарій до фільму «Список Шиндлера». Стівен Заіллян був тричі номінований на Оскар за сценарії до фільмів «Пробудження», «Банди Нью-Йорка», «Людина, яка змінила все» разом з відомим сценаристом Аароном Соркіним. Одна з найвідоміших світових газет «Таймс» назвала його «найрозумнішим і найпроникливішим сценаристом Голлівуду з часів Роберта Тауна».

## Біографія
Стівен народився у місті Фресно, штат Каліфорнія у вірменській сім'ї. Батько — Джеймс Заіллян, репортер радіоновин. У 1975 році закінчив Університет штату Сан-Франциско зі ступенем в кінематографії.
Живе в Лос-Анджелесі зі своєю дружиною Елізабет Заіллян і їхніми двома синами Ентоні Джеймсом (нар. 1985) і Ніколасом Олександром (нар. 1989).

## Фільмографія
| Рік  |   | Українська назва              | Оригінальна назва               | Роль                                    |
| ---- | - | ----------------------------- | ------------------------------- | --------------------------------------- |
| 1977 | ф | Порушник                      | Breaker! Breaker!               | монтажер                                |
| 1985 | ф | Агенти Сокіл і Сніговик       | The Falcon and the Snowman      | сценарист                               |
| 1990 | ф | Пробудження                   | Awakenings                      | сценарист                               |
| 1993 | ф | Список Шиндлера               | Schindler's List                | сценарист                               |
| 1993 | ф | У пошуках Боббі Фішера        | Searching for Bobby Fischer     | режисер, сценарист                      |
| 1993 | ф | Джек на прізвисько «Ведмідь»  | Jack the Bear                   | сценарист                               |
| 1994 | ф | Пряма і явна загроза          | Clear and Present Danger        | сценарист                               |
| 1996 | ф | Місія нездійсненна            | Mission: Impossible             | автор історії (разом з Девідом Кеппом)  |
| 1998 | ф | Цивільний позов               | A Civil Action                  | режисер, сценарист                      |
| 2001 | ф | Ганнібал                      | Hannibal                        | сценарист (разом з Девідом Меметом)     |
| 2002 | ф | Банди Нью-Йорка               | Gangs of New York               | сценарист (разом з Кеннетом Лонерганом) |
| 2005 | ф | Перекладачка                  | The Interpreter                 | сценарист (разом з Скотом Франком)      |
| 2006 | ф | Вся королівська рать          | All the King's Men              | режисер, сценарист, продюсер            |
| 2007 | ф | Гангстер                      | American Gangster               | сценарист, виконавчий продюсер          |
| 2011 | ф | Людина, яка змінила все       | Moneyball                       | сценарист (разом з Аароном Соркіним)    |
| 2011 | ф | Дівчина з татуюванням дракона | The Girl with the Dragon Tattoo | сценарист                               |
| 2012 | ф | Серед білого дня              | The Cold Light of Day           | виконавчий продюсер                     |
| 2013 | ф | Джек Раян: Теорія хаосу       | Jack Ryan: Shadow One           | сценарист (в титрах не вказаний)        |
| 2014 | ф | Вихід: Боги та царі           | Exodus: Gods and Kings          | сценарист                               |
| 2016 | с | Одного разу вночі             | The Night Of                    | режисер, сценарист                      |
| 2017 | ф | Війна струмів                 | The Current War                 | виконавчий продюсер                     |
| 2018 | ф | Червоний горобець             | Red Sparrow                     | продюсер                                |
| 2019 | ф | Ірландець                     | The Irishman                    | сценарист                               |
| 2021 | ф | Ті, хто бажають моєї смерті   | Those Who Wish Me Dead          | продюсер                                |
| 2024 | с | Ріплі                         | Ripley                          | режисер, сценарист, виконавчий продюсер |

## Нагороди та номінації
| Премія                         | Рік  | Фільм/Серіал                  | Категорія                                     | Результат |
| ------------------------------ | ---- | ----------------------------- | --------------------------------------------- | --------- |
| «Оскар»                        | 1991 | Пробудження                   | Найкращий адаптований сценарій                | Номінація |
| «Оскар»                        | 1994 | Список Шиндлера               | Найкращий адаптований сценарій                | Перемога  |
| «Оскар»                        | 2003 | Банди Нью-Йорка               | Найкращий оригінальний сценарій               | Номінація |
| «Оскар»                        | 2012 | Людина, яка змінила все       | Найкращий адаптований сценарій                | Номінація |
| «Оскар»                        | 2019 | Ірландець                     | Найкращий адаптований сценарій                | Номінація |
| «Золотий глобус»               | 1994 | Список Шиндлера               | Найкращий сценарій                            | Перемога  |
| «Золотий глобус»               | 2012 | Людина, яка змінила все       | Найкращий сценарій                            | Номінація |
| «Золотий глобус»               | 2019 | Ірландець                     | Найкращий сценарій                            | Номінація |
| «BAFTA»                        | 1994 | Список Шиндлера               | Найкращий адаптований сценарій                | Перемога  |
| «BAFTA»                        | 2003 | Банди Нью-Йорка               | Найкращий оригінальний сценарій               | Номінація |
| «BAFTA»                        | 2008 | Гангстер                      | Найкращий оригінальний сценарій               | Номінація |
| «BAFTA»                        | 2012 | Людина, яка змінила все       | Найкращий адаптований сценарій                | Номінація |
| «BAFTA»                        | 2019 | Ірландець                     | Найкращий адаптований сценарій                | Номінація |
| «Еммі»                         | 2017 | Одного разу вночі             | Кращий міні-серіал                            | Номінація |
| «Еммі»                         | 2017 | Одного разу вночі             | Кращий режисер міні-серіалу                   | Номінація |
| «Еммі»                         | 2017 | Одного разу вночі             | Кращий сценарій міні-серіалу                  | Номінація |
| «Вибір критиків»               | 2012 | Людина, яка змінила все       | Найкращий адаптований сценарій                | Перемога  |
| «Супутник»                     | 2011 | Людина, яка змінила все       | Найкращий адаптований сценарій                | Номінація |
| Премія Гільдії режисерів США   | 2017 | Одного разу вночі             | Найкращий режисер міні-серіалу або телефільму | Перемога  |
| Премія Гільдії продюсерів США  | 2017 | Одного разу вночі             | Найкращий міні-серіал                         | Номінація |
| Премія Гільдії сценаристів США | 1991 | Пробудження                   | Найкращий адаптований сценарій                | Номінація |
| Премія Гільдії сценаристів США | 1994 | Список Шиндлера               | Найкращий адаптований сценарій                | Перемога  |
| Премія Гільдії сценаристів США | 1999 | Цивільний позов               | Найкращий оригінальний сценарій               | Номінація |
| Премія Гільдії сценаристів США | 2003 | Банди Нью-Йорка               | Найкращий оригінальний сценарій               | Номінація |
| Премія Гільдії сценаристів США | 2011 | —                             | Премія Лорела за внесок в кіно                | Перемога  |
| Премія Гільдії сценаристів США | 2012 | Людина, яка змінила все       | Найкращий адаптований сценарій                | Номінація |
| Премія Гільдії сценаристів США | 2012 | Дівчина з татуюванням дракона | Найкращий адаптований сценарій                | Номінація |
| Премія Гільдії сценаристів США | 2017 | Одного разу вночі             | Найкращий адаптований сценарій міні-серіалу   | Номінація |